# Vođa (pripovijetka)
Vođa je političko-društvena satira srpskog književnika Radoja Domanovića, napisana 1901. godine.

## Kratak sadržaj
"Vođa" je priča o stanovnicima nepoznatog grada u nedefiniranom vremenu koji su, mučeni glađu i siromaštvom, zbog suša i drugih vremenskih nepogoda koje su im uništile usjeve ostavljajući za sobom samo golu, neplodnu vrlet, primorani napustiti svoje kuće i potražiti neko plodnije zemljište i bolji život. Skupivši se na gradskom zboru izabrali su vođu, nepoznatog sredovječnog muškarca koji im se učinio iznimno mudrim jer je šutio što su oni protumačili kao znak da puno razmišlja. Vjerovali su da je putnik kojeg su bili spremni slušati i vjerno slijediti. Najvjerniji, koji su hodali uz rame samom vođi, na putu, su otklanjali sve prepreke na koje bi naišli unatoč ukazivanju djece na postojanje lakših, zaobilaznih puteva. Putem se broj ljudi, koji nikada nije jasno definiran osim okvirnom brojkom od 200 obitelji, smanjivao sve dok na kraju nisu ostala samo trojica najvjernijih sljedbenika koji su izgubili nadu i vjeru u vođu. U dramatičnom raspletu se saznaje kako je vođa slijep. Pripovijetka završava prvim slikovitim opisom jeseni i očajnim usklikom "Ne znamo!", preživjelih putnika. 

## Analiza
Iako se već nakon kratkog razmišljanja nakon čitanje ove pripovijetke može ustvrditi kako tematika nije nešto strano i zaboravljeno s promjenom stoljeća i konkretne povijesne situacije, teško je točno definirati kojim je postupcima priča izašla iz okvira svoje jednostavnosti. Koristeći se već kanonskim principima analize možemo doći do polovičnog odgovora. 
- Odluka o odlasku

Pripovijetka započinje govorom ("Braćo i drugovi, saslušao sam..."), odnosno obraćanjem neimenovane osobe narodu. Čitatelji su tim jednostavnim postupkom već uvučeni u priču kao svjedoci. Tek nakon podužeg (u odnosu na dužinu pripovjedne vrste) "dijaloga" se određuje situacija u kojoj se taj uvod odvija. Određenje se prezentira nekonvecnionalnim načinom, upotrebom zagrada, koje podsjećaju na dramske didaskalije. Lice koje priča je nedefinirano, distancirano i suštinski tek medij koji prenosi glasinu u koju i sam sumnja. ("Tako je govorio nekad, na nekom zboru, iznemoglim glasom jedan od stanovnika nekog neplodnog kraja..."). Kroz učestalo korištenje neodređenih zamjenica generalizira mjesto radnje i likove. Uz pomoć tog jednostavnog postupka namjernog izbjegavanja identifikacije, pruža mogućnost čitatelju da sam stavi imena mjestu, likovima i/ili situaciji s kojom se može poistovjetiti. U ovom trenutku, čitatelj postaje glas iz zagrada, udaljeni svjedok priče.
- Odabir vođe

Likovi, koje se u nijednom trenutku ne imenuje već se o njima govori kao o nekarakteriziranoj masi samo s jednim epitetom "očajni", žele pod svaku cijenu napustiti mjesto u kojem su živjeli, ali među njima nema nikoga s dovoljno inicijative ili hrabrosti da istup kao vođa. Čak, kako se saznaje, i odluku o odlasku su donijeli kolektivno. Funkcioniraju po principu kolektivnog istomišljenja. Izabravši vođu, nepoznatog, šutljivog muškarca, desetorica odabranih mu prilaze, što se još jednom može promatrati kao vješto naglašavanje načela njihovog grupnog funkcioniranja. Nijedan lik ne zna ništa o strancu, ali povjerenje mu je ukazano samo zbog neprovjerenih pretpostavki da je putnik iz daleka kojem su pripisali i mudrost i proračunatost zbog njegovog šutljivog držanja po strani i neuplitanja u njihovu polemiku. Obećavaju mu svoju pokornost. 
- Polazak i put

Već na samom početku puta, susreću se s prvim preprekama. Njihova slijepa pokornost im ne dopušta propitivanje. Poznavajući kraj u kojem je najupečtaljivije otkriće da je vođa slijep, mogu se već u ovom dijelu pripovijetke pronaći natruhe tog ishoda (vođa maše štapom ispred sebe, sudara se s plotom...). Počinju se odvajati, prvo vokabularno, a zatim i jezično, djeca od ostatka mase. Domanović "koristi" djecu kao instrumente razuma i iskrenosti. U takvom prikazu djece se može prepoznati referenca na "Carevo novo ruho". I ovdje, kao i u "Carevom novom ruhu" djeca su ta koja uviđaju postojanje lakšeg puta i ukazuju da nelogičnosti ponašanja ostatka mase. 
Nakon prvog dana, opisano je stanje ljudi, gotovo u obliku izvještaja. Na spomen jednog starca kojeg boli noga, ponovno se javlja "glas iz zagrada". Ovaj put, taj glas je osobniji i otkriva svoje postojanje u priči. ("Mnogi su, doduše, govorili da starac laže kako je uganuo nogu, već se samo pretvara, jer je rad da se vrati natrag.") Poznavanje takvog podatka o nekom liku otkriva kako glas možda ipak nije svjedok iz daljine, već jedan o njih na tom putu. Treće pojavljivanje komentara u zagradama potvrđuje tu mogućnost. ("Manje dvojica. Za njih se ne zna gdje su. Opće je mišljenje da su izdali i pobjegli. Jednom je prilikom onaj govornik i govorio o njihovom sramnom izdajstvu. Malo ih je koji drže da su propali u putu, ali šute i mišljenje ne kazuju da se svijet ne plaši.") U tom trenutku glas iz zagrada zna što se događa, zna o čemu se priča u masi i na kraju krajeva potvrđuje da je dio njih. Naizgled se čini da početni zaključak izjednačavanja "glasa iz zagrada" i čitatelja više nije održiv, ali podižući cjelokupnu pripovijetku na razinu univerzalnosti takva pretpostavka će biti krajnje realna. 
- Kraj

Kraj pripovijetke i čudno otkriće kako je vođa slijep, igra se s umom čitatelja koji se pita je li i sam mogao to zaključiti. Očajni usklik "Ne znamo!" preživjelih i opis surovog krajolika ostavlja pripovijetku otvorenog završetka s poprilično jasnom vizijom sudbine likova.

## Univerzalnost teme
Ovo je priča o maloj grupi ljudi koja nošena očajem predaje svoju sudbinu u ruke slijepog vođe. Vjerojatno su mnogi, od trenutka objavljivanja "Vođe" do danas, uspoređivali tu masu koja besciljno luta pokorno slušajući vođu, s narodima koji su bili potlačeni, izrabljivani, robovi diktatura. Takvo tumačenje se može shvatiti kao jednostavno osuvremenjivanje teme. Univerzalnost ove priče ne leži u tome što opisuje političko stanje kolektivnog uma, već u tome što opisuje sustav djelovanja ljudi generalno. Autoriteti postavljeni u svijetu nisu oni koji su nužno ispravni ili oni "koji vide", ali ljudi će u nedostatku drugih slušati bilo koga, prebacujući lopticu odgovornosti, utapajući se u identitetu mase. Takvo stanje ljudskog uma omogućilo je stvaranje trendova (bili oni vezani uz modu, vodeću političku misao, ukus, odnos prema manjinama i drugačijima). Ovo je priča koja upozorava kako kolektiv nije uvijek pametniji od pojedinca i svraća pozornost na važnost promišljanja u odnosu na slijepo praćenje.

## Vanjske poveznice
- Pripovijetka "Vođa"
- - Pripovijetka "Vođa" HR